# Totes les bèsties petites i grosses
Totes les bèsties petites i grosses o Totes les criatures grans i menudes (originalment en anglès, All Creatures Great and Small) és una sèrie de televisió britànica estrenada el 2020. Està ambientada en l'any 1937 i basada en una sèrie de llibres sobre un veterinari de Yorkshire, escrits per Alf Wight amb el pseudònim de James Herriot. La sèrie va ser produïda per Playground Entertainment per a Channel 5 al Regne Unit i per a PBS als Estats Units. Les dues primeres temporades han estat doblades al valencià amb el títol de Totes les criatures grans i menudes per a À Punt, que les va estrenar el 14 de gener de 2024. També ha estat doblada al català central per TV3, que va emetre-la a partir del 7 d'agost de 2025 amb el nom de Totes les bèsties petites i grosses. Anteriorment, havia estat subtitulada al català central per a FilminCAT també amb el nom de Totes les bèsties petites i grosses.
La sèrie és una nova adaptació dels llibres de Wight, seguint la sèrie anterior de la BBC de 90 episodis que es va desenvolupar entre 1978 i 1990 i una sèrie d'altres pel·lícules i sèries de televisió basades en les novel·les de Herriot. Està gravada al parc natural de Yorkshire Dales i va rebre part del finançament de Screen Yorkshire.
La primera temporada, que consta de sis episodis i un episodi especial de Nadal, es va rodar coincidint amb el 50è aniversari de la publicació del primer llibre de la sèrie de James Herriot. La sèrie es va estrenar al Regne Unit al Channel 5 l'1 de setembre de 2020 i als Estats Units a PBS com a part de l'antologia Masterpiece el 10 de gener de 2021.
Després d'una segona temporada a finals de 2021, el programa es va renovar per a dues entregues més, cadascuna composta per sis episodis i un especial de Nadal, el gener de 2022. El rodatge de la tercera temporada va començar el març de 2022 i es va emetre al Regne Unit el setembre de 2022 i als Estats Units el gener de 2023.

## Premissa
El programa gira al voltant d'un trio de veterinaris que treballen a Yorkshire Dales a partir del 1937. Siegfried Farnon (descrit com un "excèntric") contracta James Herriot a la seva consulta veterinària de Skeldale House. A més d'en Siegfried i d'en James, hi intervé el germà petit d'en Siegfried, en Tristan, i la Sra. Hall, la seva mestressa.

## Repartiment
- Nicholas Ralph com a James Herriot[11]
- Samuel West com a Siegfried Farnon[11]
- Anna Madeley com a Audrey Hall[11]
- Callum Woodhouse com a Tristan Farnon[11]
- Rachel Shenton com a Helen Alderson[12]

### Secundari
- Diana Rigg (temporada 1) i Patricia Hodge (temporades 2 i 3) com a la senyora Pumphrey[11]
- Matthew Lewis com a Hugh Hulton[13]
- Maimie McCoy com a Dorothy (temporada 1)
- Mollie Winnard com a Maggie
- Tony Pitts com a Richard Alderson
- Imogen Clawson com a Jenny Alderson
- Dorothy Atkinson com a Diana Brompton (temporada 2)
- Will Thorp com a Gerald Hammond (temporades 2-3)
- Gabriel Quigley com a Hannah Herriott
- Drew Cain com a James Herriot Sr.

## Episodis
| Temporada | Temporada | Episodis | Episodis | Dates d’emissió        | Dates d’emissió        |
| Temporada | Temporada | Episodis | Episodis | Primera emissió        | Última emissió         |
| --------- | --------- | -------- | -------- | ---------------------- | ---------------------- |
|           | 1         | 6        | 6        | 1 de setembre de 2020  | 6 d'octubre de 2020    |
|           | Especial  | Especial | Especial | 22 de desembre de 2020 | 22 de desembre de 2020 |
|           | 2         | 6        | 6        | 16 de setembre de 2021 | 21 d'octubre de 2021   |
|           | Especial  | Especial | Especial | 24 de desembre de 2021 | 24 de desembre de 2021 |
|           | 3         | 6        | 6        | 15 de setembre de 2022 | 20 d'octubre de 2022   |
|           | Especial  | Especial | Especial | 23 de desembre de 2022 | 23 de desembre de 2022 |
|           | 4         | 6        | 6        | 5 d'octubre de 2023    | 9 de novembre de 2023  |
|           | Especial  | Especial | Especial | 23 de desembre de 2024 | 23 de desembre de 2024 |
|           | 5         | 6        | 6        | 19 de setembre de 2024 | 24 d'octubre de 2024   |

### Primera temporada (2020)
| Núm. total | Núm. de la temporada | Títol (TV3)                  | Direcció       | Guió                        | Data d'emissió original | Data d'emissió a À Punt | Data d'emissió a TV3 |
| --- | -------------------- | ---------------------------- | -------------- | --------------------------- | ----------------------- | ----------------------- | -------------------- |
| 1 | 1                    | «S'ha de somiar»             | Brian Percival | Ben Vanstone                | 1 de setembre de 2020   | 14 de gener de 2024     | 7 d'agost de 2025    |
| En James Herriot ha acabat la carrera de veterinària a Glasgow i se'n va al poble de Darrowby, a Yorkshire, a fer una entrevista de feina a la consulta d'en Siegfried Farnon. En Siegfried porta en James a la seva primera visita, un abscés a la peülla d'un cavall. En James coneix la Helen Alderson, que li diu que li planti cara a en Siegfried, si vol guanyar-se'n el respecte. Una confusió amb un gat després d'una borratxera al pub del poble posa en perill el futur d'en James a la consulta.                                    |                      |                              |                |                             |                         |                         |                      |
| 2 | 2                    | «Un altre Farnon?»           | Brian Percival | Ben Vanstone                | 8 de setembre de 2020   | 14 de gener de 2024     | 7 d'agost de 2025    |
| En James va a buscar el germà petit d'en Siegfried, en Tristan, a l'estació de tren, i tots dos tenen un petit accident amb el cotxe d'en Siegfried. En Tristan anuncia que s'ha tret el títol de veterinari a Edimburg i s'incorpora a la consulta. En James impressiona la senyora Pumphrey tractant-li un pequinès amb problemes digestius i en treu una invitació a una festa. Mentrestant, la senyora Hall, la majordoma dels Farnon, descobreix que en Tristan no ha dit la veritat sobre els seus mèrits acadèmics.                       |                      |                              |                |                             |                         |                         |                      |
| 3 | 3                    | «Andante»                    | Metin Hüseyin  | Lisa Holdsworth             | 15 de setembre de 2020  | 21 de gener de 2024     | 8 d'agost de 2025    |
| En Siegfried, un apassionat dels cavalls, es presenta candidat a la plaça de veterinari de l'hipòdrom, però veu perillar les seves opcions quan en Hugh, el propietari de l'Andante, un pura sang que tothom creu que guanyarà la pròxima cursa, té una topada amb en James, que considera que l'animal té un trastorn incurable i decideix sacrificar-lo. Per la seva banda, en Tristan es dedica a cobrar les factures pendents de la consulta, però després de convidar a tothom al pub haurà d'intentar recuperar els diners amb una aposta. |                      |                              |                |                             |                         |                         |                      |
| 4 | 4                    | «El cas Tricki»              | Andy Hay       | Freddy Syborn               | 22 de setembre de 2020  | 21 de gener de 2024     | 8 d'agost de 2025    |
| En James rep una trucada de la senyora Pumphrey, que es pensa que el seu gos, en Tricki, està a punt de morir-se. Quan en James veu que torna a ser un problema de dieta, decideix quedar-se el gos a la consulta per controlar-li directament l'alimentació. Mentrestant, en Tristan vol tornar a la facultat de veterinària i demana a en Siegfried que li doni un xec per les despeses, però el seu germà decideix que, en comptes de donar-li els diners, els hi farà guanyar.                                                               |                      |                              |                |                             |                         |                         |                      |
| 5 | 5                    | «Tot s'hi val»               | Metin Hüseyin  | Debbie O'Malley             | 29 de setembre de 2020  | 28 de gener de 2024     | 11 d'agost de 2025   |
| Se celebra la fira de bestiar Darrowby i en James està molt content perquè l'han nomenat veterinari oficial. En Siegfried i en Tristan saben que és una feina pitjor del que sembla i han apostat que no aguantarà fins al final del dia. El senyor Foyle, el director de la fira, posarà a prova la paciència d'en James. Mentrestant, els Alderson volen vendre en Clive, el seu toro, però en James sospita que té problemes de salut que poden posar en perill la venda.                                                                     |                      |                              |                |                             |                         |                         |                      |
| 6 | 6                    | «Una cura per tots els mals» | Andy Hay       | Julian Jones i Ben Vanstone | 6 d'octubre de 2020     | 28 de gener de 2024     | 11 d'agost de 2025   |
| En Siegried té la grip i a la consulta no donen l'abast. En Tristan, que estudia pels exàmens, ha de rebre les visites mentre en Siegfried és al llit. Mentrestant, la vaca dels Rudd, que en James va examinar abans que la compressin i va dir que estava bé de salut, ha desenvolupat un abscés a prop de la tràquea que li dificulta la respiració i amenaça de matar-la. En James se sent culpable, i a sobre tot això li passa el dia del seu aniversari.                                                                                  |                      |                              |                |                             |                         |                         |                      |

### Especial de Nadal (2020)
| Núm. total | Núm. de la temporada | Títol             | Direcció | Guió         | Data d'emissió original | Data d'emissió a À Punt | Data d'emissió a TV3 |
| --- | -------------------- | ----------------- | -------- | ------------ | ----------------------- | ----------------------- | -------------------- |
| 7 | 7                    | «La nit de Nadal» | Andy Hay | Ben Vanstone | 22 de desembre de 2020  | 4 de febrer de 2024     | 12 d'agost de 2025   |
| És la vigília del dia de Nadal i del casament tan esperat de la Helen. En James, per superar el dolor que la Helen es casi, convida la Connie a la festa de Nadal que es fa cada any a casa dels Farnon. Mentrestant, arriba la carta amb els resultats dels exàmens d'en Tristan, però la senyora Hall decideix no obrir-la per passar un Nadal tranquil. Per la seva banda, en Siefgried es planteja de dir-li a la Dorothy el que sent per ella. |                      |                   |          |              |                         |                         |                      |

### Segona temporada (2021)
| Núm. total | Núm. de la temporada | Títol (TV3)              | Direcció       | Guió               | Data d'emissió original | Data d'emissió a À Punt | Data d'emissió a TV3 |
| --- | -------------------- | ------------------------ | -------------- | ------------------ | ----------------------- | ----------------------- | -------------------- |
| 8 | 1                    | «Allà on és el cor»      | Brian Percival | Ben Vanstone       | 16 de setembre de 2021  | 4 de febrer de 2024     | 12 d'agost de 2025   |
| En James passa una temporada a Glasgow i li ofereixen una feina permanent en una clínica veterinària. Ara haurà de decidir si fa contenta la seva mare, que vol que es quedi a viure a prop de casa, o si se'n torna al poble i a la vida de què s'ha enamorat. Mentrestant, en Tristan mata sense voler el seu primer pacient. |                      |                          |                |                    |                         |                         |                      |
| 9 | 2                    | «Semper Progrediens»     | Brian Percival | Ben Vanstone       | 23 de setembre de 2021  | 11 de febrer de 2024    | 13 d'agost de 2025   |
| Ha arribat el Ball dels Narcisos, i tots tres veterinaris busquen parella per anar-hi. En James rep una oferta formal de la clínica de Glasgow i s'adona que l'únic que el lliga a Yorkshire és una possible relació amb la Helen. En Tristan li fa veure a en Siegfried que ha de ser més assertiu, i ell en pren bona nota i ho posa en pràctica amb la Diana Brompton i amb un client especialment exigent. Mentrestant, la senyora Hall s'enamora d'un nou client.                                                                      |                      |                          |                |                    |                         |                         |                      |
| 10 | 3                    | «Hem de tenir esperança» | Sasha Ransome  | Chloë Mi Lin Ewart | 30 de setembre de 2021  | 11 de febrer de 2024    | 13 d'agost de 2025   |
| En James visita la granja d'una viuda, la Phyllis Dalby, i descobreix que el seu petit ramat de vaques està greument malalt, cosa que podria deixar la família sense res. A en James li costa acceptar que potser no podrà salvar el ramat i que la granja està perduda. La Phyllis li recorda que el temps passa volant i en James no vol deixar escapar l'oportunitat d'estar amb la Helen. Però les opinions d'en James sobre el futur de la granja de la viuda generen friccions amb la jove grangera.                                  |                      |                          |                |                    |                         |                         |                      |
| 11 | 4                    | «Moltes felicitats»      | Sasha Ransome  | Debbie O'Malley    | 7 d'octubre de 2021     | 18 de febrer de 2024    | 14 d'agost de 2025   |
| És l'aniversari d'en Tristan i en Siegfried li regala un maletí de veterinari i una llista de visites, tot i que encara l'acompanyarà en James fins que agafi prou experiència. En una de les visites, en Tristan coincideix amb la Margot, una hereva rica, i la convida a la festa d'aniversari que ha organitzat a casa seva. Mentrestant, la senyora Hall li recorda a en James que li ha de dir a la Helen que té una oferta de feina a Glasgow i que ha de prendre una decisió.                                                       |                      |                          |                |                    |                         |                         |                      |
| 12 | 5                    | «L'últim home»           | Andy Hay       | Debbie O'Malley    | 14 d'octubre de 2021    | 18 de febrer de 2024    | 14 d'agost de 2025   |
| En James anella un toro a la finca de l'ex de la Helen, en Hugh Hulton, sense saber que està a punt de regalar-lo als Alderson, a més de renovar-los el contracte d'arrendament de la granja. En Tristan encara està de mal humor i es nega a jugar a l'equip de Darrowby al partit anual de criquet contra l'equip d'en Hugh. En James accedeix a substituir en Tristan, que vol dir que s'haurà d'enfrontar cara a cara amb l'ex de la seva xicota. Mentrestant, la senyora Humphrey té problemes per controlar els instints del seu gos. |                      |                          |                |                    |                         |                         |                      |
| 13 | 6                    | «Veritats de casa»       | Andy Hay       | Ben Vanstone       | 21 d'octubre de 2021    | 25 de febrer de 2024    | 18 d'agost de 2025   |
| Mentre l'amenaça de Hitler plana sobre Europa, en James li proposa matrimoni a la Helen, que li diu que sí. Després li demana la mà de la Helen al seu pare, en Richard, que no només ho accepta sinó que li dona l'anell de compromís de la seva difunta esposa perquè el regali a la Helen. Els pares d'en James el venen a veure des d'Escòcia, amb l'esperança que se'n torni a Glasow per a treballar a la clínica que li ha ofert feina.                                                                                              |                      |                          |                |                    |                         |                         |                      |

### Especial de Nadal (2021)
| Núm. total | Núm. de la temporada | Títol               | Direcció | Guió         | Data d'emissió original | Data d'emissió a À Punt | Data d'emissió a TV3 |
| --- | -------------------- | ------------------- | -------- | ------------ | ----------------------- | ----------------------- | -------------------- |
| 14 | -                    | «El Nadal perfecte» | Andy Hay | Ben Vanstone | 24 de desembre de 2021  | 25 de febrer de 2024    | 18 d'agost de 2025   |
| S'acosta Nadal i en James ha d'atendre una ovella moribunda i en Tricki Woo, el gos de la senyora Humphrey, que no menja i no respon als tractaments. En Tristan continua amagant el resultat dels exàmens i es torna a barallar amb en Siegfried. En Siegfried i la senyora Hall s'animen mútuament a buscar parella per la festa anual de Nadal i en Tristan, que volia convidar-hi la Margot, veu que un competidor li frustra els plans. Mentrestant, la Helen no veu clar el seu futur quan s'hagi casat amb en James. |                      |                     |          |              |                         |                         |                      |

### Tercera temporada (2022)
| Núm. total | Núm. de la temporada | Títol                         | Direcció         | Guió               | Data d'emissió original | Data d'emissió a TV3 |
| --- | -------------------- | ----------------------------- | ---------------- | ------------------ | ----------------------- | -------------------- |
| 15 | 1                    | «Al segon cop no falla»       | Brian Percival   | Ben Vanstone       | 15 de setembre de 2022  | 19 d'agost de 2025   |
| El 1939, mentre el jovent de la regió s'allista a l'exèrcit en previsió d'una guerra imminent, els germans Farnon consideren que en James, que està a punt de casar-se, és molt més útil com a veterinari que com a soldat, per contribuir a la producció d'aliments. Després d'un comiat de solter en què beu massa, en James, que se sent culpable per anar-se'n de lluna de mel, decideix treballar el matí del dia del casament, i posa en perill la cerimònia.                                                                                            |                      |                               |                  |                    |                         |                      |
| 16 | 2                    | «S'ha acabat la lluna de mel» | Andy Hay         | Chloe Mi Lin Ewart | 22 de setembre de 2022  | 19 d'agost de 2025   |
| En James s'adona que sent soci de la clínica veterinària cobra menys que abans i demana veure la comptabilitat del negoci. En Siegfried, que l'ha fet soci voluntàriament, se'n comença a penedir. Mentrestant, en Tristan ha d'atendre la gossa de la filla d'en Pandhi, el veterinari rival dels Farnon. A una grangera, la Kate Billings, se li moren intoxicades les vedelles i ni en James ni en Siegfried en troben el motiu. En James, que vol maximitzar els ingressos ara que és soci, pren una decisió que no agrada a en Siegfried.                 |                      |                               |                  |                    |                         |                      |
| 17 | 3                    | «Sobreviure a en Siegfried»   | Brian Percival   | Ben Vanstone       | 29 de setembre de 2022  | 20 d'agost de 2025   |
| En Siegfried recorda una experiència traumàtica de la Primera Guerra Mundial, quan va haver de sacrificar els cavalls de l'exèrcit per estalviar les despeses de transportar-los cap a la Gran Bretanya al final del conflicte. Ara el comandant Sebright Saunders demana a en Siegfried que domi un pura sang irlandès que acaba de comprar o que el sacrifiqui. A en James li costa convèncer els grangers que s'arrisquin a fer les proves de la tuberculosi, ja que poden haver de sacrificar el ramat sense rebre cap compensació.                        |                      |                               |                  |                    |                         |                      |
| 18 | 4                    | «Quina pífia!»                | Andy Hay         | Chloe Mi Lin Ewart | 6 d'octubre de 2022     | 20 d'agost de 2025   |
| En James va molt atrafegat amb les proves de la tuberculosi i els Farnon s'han d'encarregar de la majoria de feina de la clínica. El funcionari del Ministeri d'Agricultora responsable del programa esbronca en James pels errors administratius que comet cada dos per tres, i la Helen s'ofereix a ajudar-lo. En Tristan descobreix que la Florence Pandhi no només li està agraïda per haver-li salvat la gossa, sinó que potser hi ha alguna cosa més. Mentrestant, la senyora Hall no s'acaba de sentir còmoda amb la relació que manté amb en Gerald.   |                      |                               |                  |                    |                         |                      |
| 19 | 5                    | «L'Edward»                    | Andy Hay         | Karin Khan         | 13 d'octubre de 2022    | 21 d'agost de 2025   |
| Com que la senyora Hall se n'ha anat a veure el fill, en Siegfried li encarrega les feines de casa a en Tristan, que se'n surt sorprenentment bé. Mentrestant, en James passa uns dies a la granja de la Helen amb ella i la Jenny. En Siegfried rep a la consulta l'Andrew, un nen que ha demanat fer d'aprenent de veterinari durant un dia. La senyora Hall està tan nerviosa com el seu fill, l'Andrew, que és a la Marina i està fent la instrucció enmig de la tensió prèvia a la guerra.                                                                |                      |                               |                  |                    |                         |                      |
| 20 | 6                    | «Per qui toquen les campanes» | Stewart Svaasand | Jamie Crichton     | 20 d'octubre de 2022    | 21 d'agost de 2025   |
| La política conciliadora de Chamberlain fracassa i la Gran Bretanya declara la guerra a Alemanya, cosa que genera una onada d'allistaments voluntaris a l'exèrcit. En James detecta un cas de tuberculosi bovina al ramat dels Alderson, i un enviament erroni d'un formulari li pot costar la llicència de veterinari. En Tristan decideix demanar-li la mà a la Florence, tot i fer tan poc temps que surten. Algú abandona un gos a la porta de la clínica i la senyora Hall de seguida li agafa afecte, però en Siegfried li diu que no se'l poden quedar. |                      |                               |                  |                    |                         |                      |

### Especial de Nadal (2022)
| Núm. total | Núm. de la temporada | Títol               | Direcció         | Guió         | Data d'emissió original | Data d'emissió a TV3 |
| --- | -------------------- | ------------------- | ---------------- | ------------ | ----------------------- | -------------------- |
| 21 | -                    | «Bon nadal punyeta» | Stewart Svaasand | Ben Vanstone | 23 de desembre de 2022  | 22 d'agost de 2025   |
| Aquest Nadal serà diferent a causa de la guerra. En James i en Tristan encara esperen que els cridin a files i els Farnon han acollit una nena evacuada, l'Eva Feldman, que és jueva i viurà el seu primer Nadal. La senyora Pumphrey intenta animar l'Eva amb un gatet i en Siegfried intenta curar en River, un cavall lesionat que ha de competir en una cursa i que podria tenir una influència en el futur immediat d'en Tristan. |                      |                     |                  |              |                         |                      |

### Quarta temporada (2023)
| Núm. total | Núm. de la temporada | Títol              | Direcció         | Guió            | Data d'emissió original | Data d'emissió a TV3 |
| --- | -------------------- | ------------------ | ---------------- | --------------- | ----------------------- | -------------------- |
| 22 | 1                    | «Instint maternal» | Andy Hay         | Jamie Crichton  | 5 d'octubre de 2023     | 22 d'agost de 2025   |
| És la Pasqua de 1940, i tot i l'absència d'en Tristan hi ha molta activitat a la clínica veterinària. En James coneix en Wesley Binks, un nen conflictiu del poble que té un gos, en Duke, que presenta signes de maltractament. Mentrestant, en Siegfried, que ha deixat el tabac com a sacrifici de Quaresma, està especialment irritat i no entén que un ramader experimentat, en Clifford Slavens, el faci anar sovint a la seva granja per qüestions aparentment trivials. Per la seva banda, la senyora Hall ha pres una decisió important que rep el suport d'en Siegfried. |                      |                    |                  |                 |                         |                      |
| 23 | 2                    | «Carpe Diem»       | Andy Hay         | Helen Raynor    | 12 d'octubre de 2023    | 25 d'agost de 2025   |
| 24 | 3                    | «Right Hand Man»   | Stewart Svaasand | Maxine Alderton | 19 d'octubre de 2023    | 25 d'agost de 2025   |
| 25 | 4                    | «By the Book»      | Stewart Svaasand | Maxine Alderton | 26 d'octubre de 2023    | 26 d'agost de 2025   |
| 26 | 5                    | «Papers»           | Jordan Hogg      | Jamie Crichton  | 2 de novembre de 2023   | 26 d'agost de 2025   |
| 27 | 6                    | «The Home Front»   | Stewart Svaasand | Jamie Crichton  | 9 de novembre de 2023   | 27 d'agost de 2025   |

### Especial de Nadal (2023)
| Núm. total | Núm. de la temporada | Títol                    | Direcció    | Guió         | Data d'emissió original | Data d'emissió a TV3 |
| ---------- | -------------------- | ------------------------ | ----------- | ------------ | ----------------------- | -------------------- |
| 28         | 7                    | «On a Wing and a Prayer» | Jordan Hogg | Ben Vanstone | 21 de desembre de 2023  |                      |

### Cinquena temporada (2024)
| Núm. total | Núm. de la temporada | Títol                     | Direcció         | Guió            | Data d'emissió original | Data d'emissió a TV3 |
| ---------- | -------------------- | ------------------------- | ---------------- | --------------- | ----------------------- | -------------------- |
| 29         | 1                    | «A tots els nostres nois» | Brian Percival   | Debbie O'Malley | 19 de setembre de 2024  |                      |
| 30         | 2                    | «Agafant el nadó»         | Jamie Crichton   | Maxine Alderton | 26 de setembre de 2024  |                      |
| 31         | 3                    | «Retorn»                  | Brian Percival   | Matt Evans      | 3 d'octubre de 2024     |                      |
| 32         | 4                    | «Convidats no convidats»  | Stewart Svaasand | Maxine Alderton | 10 d'octubre de 2024    |                      |
| 33         | 5                    | «Vincle de parella»       | Andy Hay         | Robin French    | 17 d'octubre de 2024    |                      |
| 34         | 6                    | «Got mig ple»             | Andy Hay         | Debbie O'Malley | 24 d'octubre de 2024    |                      |

### Especial de Nadal (2024)
| Núm. total | Núm. de la temporada | Títol                    | Direcció                 | Guió         | Data d'emissió original |
| --- | -------------------- | ------------------------ | ------------------------ | ------------ | ----------------------- |
| 35 | 7                    | «Especial de Nadal 2024» | Brian Percival, Andy Hay | Ben Vanstone | 23 de desembre de 2024  |
| La Casa Skeldale es prepara per al Nadal i el primer aniversari de Jimmy, però tots quedarà en suspens després de la terrible notícia que el HMS Repulse, el vaixell en el qual està destinat Edward, ha estat atacat. |                      |                          |                          |              |                         |